# Dori Media Group

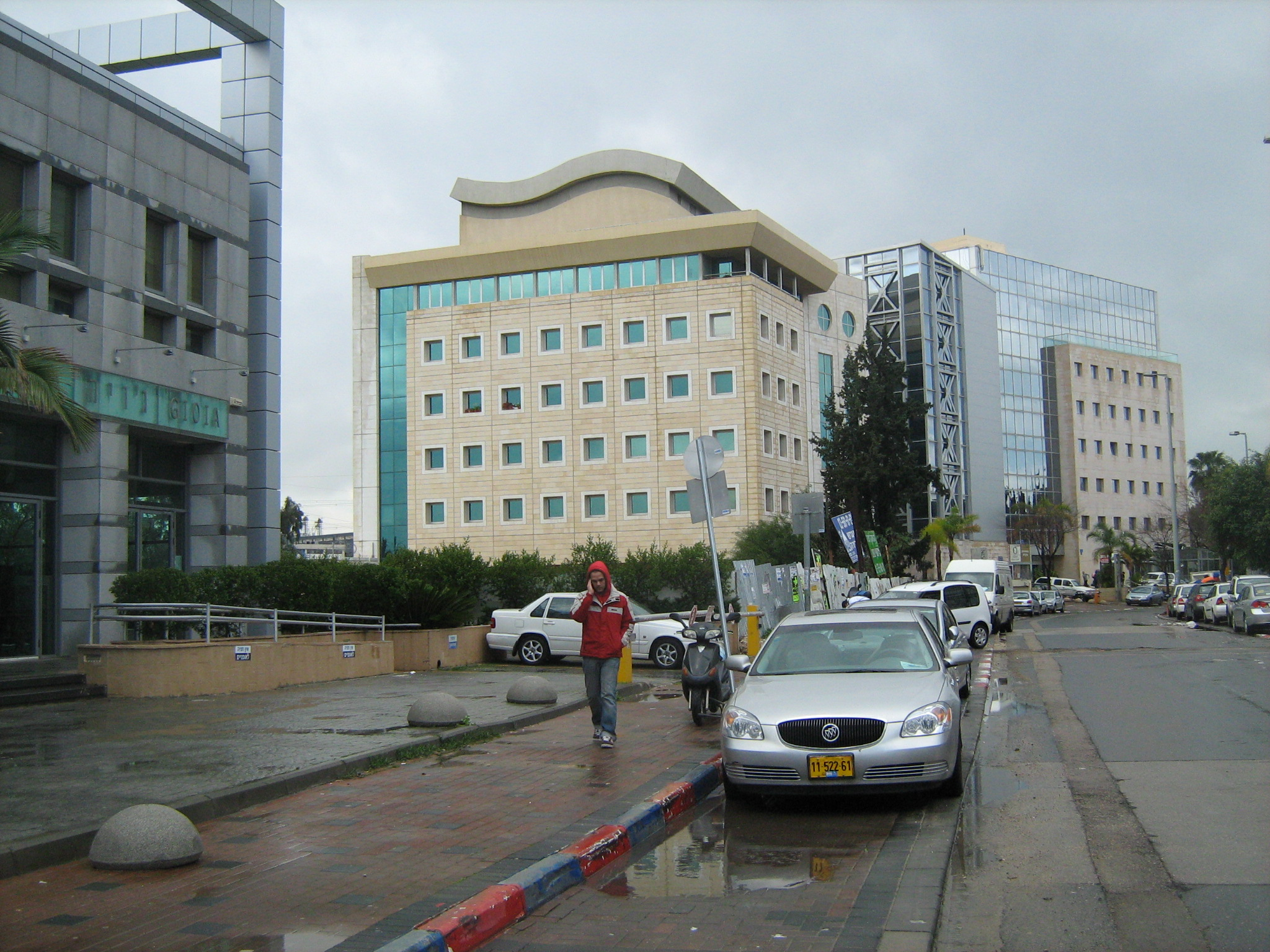

Dori Media Group (tidigare känt som Yair Dori International) är ett företag som grundats av den argentinsk–Israeliske affärsmannen Yair Dori. Företaget har huvudkontor både i Tel Aviv och i Buenos Aires.

## TV-program
- Amor Latino (med Central Park Producciones) (2000)
- Rebelde Way (med Cris Morena Group) (2002–2003)
- Mil Millones (med Pol-ka) (2002)
- Rincon de Luz (med Cris Morena Group) (2003)
- Dr. Amor (med Pol-ka) (2003)
- Jesus, el Heredero (med Central Park Producciones) (2004)
- Padre Coraje (med Pol-ka) (2004)
- El Patron de la Vereda (med Central Park Producciones) (2004)
- Floricienta (med Cris Morena Group och RGB Entertainment) (2004–2005)
- Amor Mio (med Cris Morena Group och RGB Entertainment) (2005)
- Hombres de Honor (med Pol-ka) (2005)
- Sos Mi Vida (med Pol-ka) (2006)
- Collar De Esmeraldas (med Ideas del Sur) (2006)
- El Refugio (de los Sueños) (2006)
- Juanita la Soltera (med Pol-ka) (2006)
- Lalola (alongside Underground Contenidos) (2007)
- La Maga y el Camino Dorado (med Nickelodeon och Illusion Studios) (2007)
- Champs 12 (2009)
- Cupido - El Negocio del Amor